# Parma Football Club 2011-2012
Questa voce raccoglie le informazioni riguardanti il Parma Football Club nelle competizioni ufficiali della stagione 2011-2012.

## Stagione
Il Parma - la cui stagione è inaugurata dal preliminare di Coppa Italia - risulta essere il primo avversario ufficiale della Juventus nel nuovo impianto bianconero: la partita, valida per la 2ª giornata di campionato, finisce 4-1 per la formazione piemontese. Nei seguenti turni i ducali hanno prestazioni altalenanti (19 punti in 17 partite) che, in prossimità del giro di boa e dopo la sconfitta a Milano per 5-0 contro l'Inter, portano alla sostituzione di Colomba con Donadoni.
L'ex tecnico dell'Italia si rende autore di un filotto positivo nelle domeniche conclusive, quando 7 vittorie in 8 gare permettono di giungere all'ottavo posto con 56 punti di cui ben 33 fatti nel girone di ritorno, miglior risultato dopo la Juventus e il Milan. Gli emiliani falliscono un possibile ingresso in Europa League per 2 soli punti e a favore dell'Inter, per altro battuta nello scontro diretto.

## Divise e sponsor
Lo sponsor tecnico per la stagione 2011-2012 è Erreà mentre lo sponsor ufficiale è Navigare. La squadra dispone di quattro divise: la prima è bianca con una croce nera, la seconda è nera con 2 strisce verticali unite di colore giallo-blu, la terza è gialla con delle piccole strisce orizzontali blu, la quarta è blu con delle piccole strisce orizzontali gialle. Le maglie dei portieri sono 3: la prima è nera, la seconda è azzurra e la terza è rossa.
| 1ª divisa | 2ª divisa | 3ª divisa | 4ª divisa | 1ª portiere | 2ª portiere | 3ª portiere |

## Organigramma societario
- Presidente: Tommaso Ghirardi
- Presidente Onorario: Alberto Guareschi
- Vice Presidente: Diego Penocchio
- Amministratore Delegato: Pietro Leonardi
- Consiglieri:
  - Arturo Balestrieri
  - Marco Ferrari
  - Susanna Ghirardi
  - Giovanni Schinelli
  - Alberto Rossi
  - Alberto Volpi
- Direttore Organizzativo: Corrado Di Taranto
- Direttore Area Tecnica: Antonello Preiti
- Segretario: Alessio Paini
- Team manager: Alessandro Melli
- Responsabile Settore Giovanile: Francesco Palmieri
- Coordinatore Osservatori: Pasquale Lanzillo
- Resp. Area Comunicazione e Ufficio Stampa: Maria Luisa Rancati
- Ufficio Legale: Silvia Serena
- Direttore Amministrativo e Finanziario: Marco Preiti
- Responsabile Contabilità: Gian Pietro Fallini
- Resp. Amministrazione, Finanza e Controllo: Gian Pietro Fallini
- Delegato alla Sicurezza e Resp. Servizi Generali: Stefano Perrone
- Responsabile Relazioni Esterne: Mirco Levati
- Responsabile Centro Sportivo di Collecchio: Danfio Bianchesi
- Responsabile Parma Football School: Marco Marchi

Area commerciale e marketing
- Resp. Commerciale e Marketing: Martino Ferrari
- Area Commerciale e Marketing Operativo: Mattia Incannella, Gaia Dalla Bona
- Area Commerciale: Franco Bardiani, Fabio Iori, Luca Vaiente

Area tecnica
- Allenatore 1ª squadra: Franco Colomba, poi Roberto Donadoni
- Allenatore in 2^: Giovanni Mei, poi Luca Gotti
- Allenatore portieri: Luca Bucci
- Preparatore Atletico: Giovanni Andreini
- Preparatore Atletico: Niccolò Prandelli
- Coll. Area Tecnica: Renzo Ragonesi, poi Mario Bortolazzi
- Magazziniere: Roberto Pelacci
- Magazziniere: Matteo Priori

Area sanitaria
- Responsabile Area Medica: Roberto Delsignore
- Coordinatore Staff Medico: Andrea D'Alessandro
- Medico Sociale: Raffaele Ballini
- Massaggiatore: Corrado Gatti
- Massofisioterapeuta: Giorgio Balotta
- Terapeuta della Riabilitazione: Michele Toma
- Massofisioterapeuta: Andrea Zoppi

## Rosa
| N. |                       | Ruolo | Calciatore                 |
| -- | --------------------- | ----- | -------------------------- |
| 1  | Italia (bandiera)     | P     | Nicola Pavarini            |
| 2  | Brasile (bandiera)    | D     | Jonathan                   |
| 3  | Venezuela (bandiera)  | D     | Rolf Feltscher             |
| 4  | Italia (bandiera)     | C     | Stefano Morrone (capitano) |
| 5  | Italia (bandiera)     | D     | Cristian Zaccardo          |
| 6  | Italia (bandiera)     | D     | Alessandro Lucarelli       |
| 7  | Francia (bandiera)    | C     | Jonathan Biabiany          |
| 8  | Italia (bandiera)     | C     | Daniele Galloppa           |
| 9  | Argentina (bandiera)  | A     | Hernán Crespo              |
| 10 | Italia (bandiera)     | A     | Sebastian Giovinco         |
| 11 | Italia (bandiera)     | A     | Sergio Floccari            |
| 13 | Portogallo (bandiera) | D     | Gonçalo Brandão            |
| 14 | Portogallo (bandiera) | C     | Danilo Pereira             |
| 15 | Italia (bandiera)     | A     | Fabio Borini               |
| 15 | Kenya (bandiera)      | C     | McDonald Mariga            |
| 18 | Italia (bandiera)     | C     | Massimo Gobbi              |
| 19 | Italia (bandiera)     | D     | Matteo Rubin               |

| N. |                      | Ruolo | Calciatore         |
| -- | -------------------- | ----- | ------------------ |
| 19 | Italia (bandiera)    | D     | Stefano Ferrario   |
| 20 | Italia (bandiera)    | C     | Manuele Blasi      |
| 21 | Italia (bandiera)    | A     | Stefano Okaka      |
| 22 | Italia (bandiera)    | A     | Raffaele Palladino |
| 23 | Italia (bandiera)    | C     | Francesco Modesto  |
| 24 | Italia (bandiera)    | C     | Gianluca Musacci   |
| 25 | Cile (bandiera)      | C     | Jaime Valdés       |
| 28 | Marocco (bandiera)   | C     | Abderazzak Jadid   |
| 29 | Argentina (bandiera) | D     | Gabriel Paletta    |
| 32 | Spagna (bandiera)    | C     | Fernando Marqués   |
| 33 | Italia (bandiera)    | D     | Fabiano Santacroce |
| 40 | Nigeria (bandiera)   | C     | Nwankwo Obiora     |
| 77 | Brasile (bandiera)   | C     | Zé Eduardo         |
| 80 | Italia (bandiera)    | C     | Francesco Valiani  |
| 83 | Italia (bandiera)    | P     | Antonio Mirante    |
| 92 | Italia (bandiera)    | P     | Alberto Gallinetta |
| 99 | Italia (bandiera)    | A     | Graziano Pellè     |

## Calciomercato

### Sessione estiva(dall'1/7 al 31/8)
| Acquisti | Acquisti                | Acquisti         | Acquisti                                  |
| R.       | Nome                    | da               | Modalità                                  |
| -------- | ----------------------- | ---------------- | ----------------------------------------- |
| C        | Danilo Pereira          | Arīs Salonicco   | fine prestito                             |
| C        | Alessio Manzoni         | Atalanta         | riscatto compartecipazione                |
| A        | Daniel Ciofani          | Atletico Roma    | definitivo                                |
| D        | Emanuele Padella        | Atletico Roma    | definitivo                                |
| A        | Graziano Pellè          | AZ Alkmaar       | definitivo                                |
| A        | Nicola Sansone          | Bayern Monaco    | definitivo                                |
| D        | Mário Rui               | Benfica          | definitivo                                |
| C        | Francesco Valiani       | Bologna          | riscatto compartecipazione                |
| C        | Christian Pedrinelli    | Brescia          | definitivo                                |
| A        | Fabio Borini            | Chelsea          | definitivo                                |
| C        | Filippo Savi            | Crociati Noceto  | fine prestito                             |
| D        | Luca Tedeschi           | Crotone          | fine prestito                             |
| A        | Gianluca Musacci        | Empoli           | prestito con diritto di compartecipazione |
| C        | Abderazzak Jadid        | Eupen            | fine prestito                             |
| P        | Alberto Gallinetta      | Inter            | definitivo                                |
| A        | Sebastian Giovinco      | Juventus         | compartecipazione                         |
| A        | Raffaele Palladino      | Juventus         | riscatto compartecipazione                |
| D        | Sergio Floccari         | Lazio            | prestito con diritto di riscatto          |
| C        | Manuel Coppola          | Lecce            | fine prestito                             |
| D        | Andrea Rispoli          | Lecce            | fine prestito                             |
| C        | Manuele Blasi           | Napoli           | definitivo                                |
| D        | Fabiano Santacroce      | Napoli           | prestito con diritto di compartecipazione |
| D        | Paolo Hernán Dellafiore | Palermo          | riscatto compartecipazione                |
| D        | Matteo Mandorlini       | Piacenza         | fine prestito                             |
| D        | Paolo Castellini        | Roma             | fine prestito                             |
| A        | Jonathan Biabiany       | Sampdoria        | prestito con diritto di compartecipazione |
| C        | Gonçalo Brandão         | Siena            | prestito                                  |
| C        | Daniele Galloppa        | Siena            | riscatto compartecipazione                |
| D        | Davide Colomba          | SPAL             | definitivo                                |
| A        | Jaime Valdés            | Sporting Lisbona | prestito con diritto di riscatto          |
| D        | Matteo Rubin            | Torino           | prestito                                  |
| D        | Riccardo Brosco         | Triestina        | definitivo                                |
| D        | Raffaele Schiavi        | Vicenza          | definitivo                                |

| Cessioni | Cessioni                | Cessioni         | Cessioni                                  |
| R.       | Nome                    | a                | Modalità                                  |
| -------- | ----------------------- | ---------------- | ----------------------------------------- |
| C        | Toni Calvo              | Arīs Salonicco   | fine prestito                             |
| C        | Alessandro Budel        | Brescia          | definitivo                                |
| C        | Nicolás Córdova         | Brescia          | definitivo                                |
| A        | Riccardo Pasi           | Bologna          | riscatto compartecipazione                |
| C        | Andrea Pisanu           | Bologna          | riscatto compartecipazione                |
| C        | Filippo Savi            | Brussels         | prestito                                  |
| D        | Marco Rossi             | Cesena           | compartecipazione                         |
| D        | Pablo Fontanello        | Čornomorec'      | prestito                                  |
| D        | Davide Colomba          | Crotone          | prestito                                  |
| A        | Milan Đurić             | Crotone          | prestito                                  |
| A        | Nicola Sansone          | Crotone          | prestito                                  |
| D        | Luca Tedeschi           | Crotone          | compartecipazione                         |
| C        | Manuel Coppola          | Empoli           | prestito                                  |
| D        | Alberto Galuppo         | Foligno          | prestito                                  |
| C        | Pietro Baccolo          | Frosinone        | prestito con diritto di compartecipazione |
| C        | Alessio Manzoni         | Frosinone        | prestito con diritto di comparetcipazione |
| D        | Emanuele Padella        | Grosseto         | compartecipazione                         |
| A        | Daniel Ciofani          | Gubbio           | prestito                                  |
| C        | Francesco Lunardini     | Gubbio           | prestito                                  |
| C        | Gabriele Paonessa       | Gubbio           | prestito                                  |
| D        | Mário Rui               | Gubbio           | prestito                                  |
| A        | Amauri                  | Juventus         | fine prestito                             |
| C        | Blerim Džemaili         | Napoli           | definitivo                                |
| A        | Cristiano Lucarelli     | Napoli           | prestito                                  |
| P        | Stefano Russo           | Nocerina         | prestito                                  |
| D        | Paolo Hernán Dellafiore | Novara           | compartecipazione                         |
| D        | Massimo Paci            | Novara           | definitivo                                |
| D        | Raffaele Schiavi        | Padova           | prestito con diritto di compartecipazione |
| D        | Riccardo Brosco         | Pescara          | compartecipazione                         |
| A        | Simone Malatesta        | Pro Vercelli     | prestito                                  |
| C        | Alessio Tombesi         | Ravenna          | prestito                                  |
| A        | Fabio Borini            | Roma             | prestito con diritto di riscatto          |
| D        | Paolo Castellini        | Sampdoria        | prestito con diritto di riscatto          |
| D        | Andrea Rispoli          | Sampdoria        | prestito con diritto di compartecipazione |
| D        | Massimo Volta           | Sampdoria        | definitivo                                |
| D        | Ângelo                  | Siena            | definitivo                                |
| A        | Reginaldo               | Siena            | definitivo                                |
| A        | Valeri Božinov          | Sporting Lisbona | definitivo                                |
| C        | Antonio Candreva        | Udinese          | fine prestito                             |
| C        | Niccolò Galli           | Verona           | prestito con diritto di riscatto          |
| D        | Marco Pisano            | Vicenza          | definitivo                                |
| D        | Filipe Oliveira         | Videoton         | prestito                                  |

### Sessione invernale(dal 3/1 al 31/1)
| Acquisti | Acquisti          | Acquisti | Acquisti                                  |
| R.       | Nome              | da       | Modalità                                  |
| -------- | ----------------- | -------- | ----------------------------------------- |
| D        | Jonathan          | Inter    | prestito                                  |
| C        | Lorenzo Crisetig  | Inter    | compartecipazione                         |
| A        | Stefano Okaka     | Roma     | prestito con diritto di riscatto          |
| D        | Stefano Ferrario  | Lecce    | prestito con diritto di compartecipazione |
| C        | David Löfquist    | Mjällby  | svincolato                                |
| C        | Gabriele Paonessa | Gubbio   | fine prestito                             |
| C        | McDonald Mariga   | Inter    | prestito con diritto di compartecipazione |

| Cessioni | Cessioni          | Cessioni  | Cessioni                                  |
| R.       | Nome              | a         | Modalità                                  |
| -------- | ----------------- | --------- | ----------------------------------------- |
| D        | Matteo Rubin      | Torino    | fine prestito                             |
| C        | Nwankwo Obiora    | Gubbio    | prestito                                  |
| C        | Zé Eduardo        | Empoli    | prestito                                  |
| C        | Joel Obi          | Inter     | riscatto compartecipazione                |
| A        | Fabio Borini      | Roma      | compartecipazione                         |
| C        | Manuele Blasi     | Lecce     | definitivo                                |
| A        | Hernán Crespo     |           | rescissione                               |
| C        | Gabriele Paonessa | Como      | prestito                                  |
| C        | Abderazzak Jadid  | Grosseto  | prestito                                  |
| A        | Graziano Pellè    | Sampdoria | prestito con diritto di compartecipazione |
| C        | David Löfquist    | Gubbio    | prestito                                  |

## Risultati

### Serie A

#### Girone di andata
| Arbitro: | Massa (Imperia) |

|                                      |           |                                           |
| Modesto 5’ Biabiany 23’ Floccari 44’ | Marcatori | 21’ Almirón 74’ (rig.) Lodi 85’ Catellani |

| Arbitro: | Celi (Bari) |

|                                                   |           |                       |
| Lichtsteiner 17’ Pepe 56’ Vidal 73’ Marchisio 83’ | Marcatori | 90+2’ (rig.) Giovinco |

| Arbitro: | Doveri (Roma) |

|                     |           |              |
| Giovinco 24’, 90+1’ | Marcatori | 79’ Paloschi |

| Arbitro: | Rizzoli (Bologna) |

|                            |           |  |
| Jovetić 46’, 81’ Cerci 61’ | Marcatori |  |

| Arbitro: | Orsato (Schio) |

|  |           |             |
|  | Marcatori | 50’ Osvaldo |

| Arbitro: | Damato (Barletta) |

|                                      |           |                      |
| Giovinco 29’, 42’ (rig.) Morrone 50’ | Marcatori | 90+3’ (rig.) Palacio |

| Arbitro: | Mazzoleni (Bergamo) |

|             |           |                       |
| Mascara 76’ | Marcatori | 57’ Gobbi 82’ Modesto |

| Arbitro: | Brighi (Cesena) |

|            |           |                  |
| Valdés 80’ | Marcatori | 55’, 58’ Moralez |

| Arbitro: | Russo (Nola) |

|                                          |           |              |
| Nocerino 30’, 32’, 90+2’ Ibrahimović 73’ | Marcatori | 78’ Giovinco |

| Arbitro: | Guida (Torre Annunziata) |

|                           |           |  |
| Paletta 41’ Lucarelli 71’ | Marcatori |  |

| Arbitro: | De Marco (Chiavari) |

|            |           |  |
| Sculli 85’ | Marcatori |  |

| Arbitro: | Romeo (Verona) |

|                                  |           |  |
| Biabiany 58’ Giovinco 76’ (rig.) | Marcatori |  |

| Arbitro: | Tommasi (Bassano del Grappa) |

|                       |           |                       |
| Rubino 70’ Rigoni 78’ | Marcatori | 29’ (aut.) Centurioni |

| Parma 4 dicembre 2011, ore 20:45 CET 14ª giornata | Parma           | 0 – 0 referto | Palermo | Stadio Ennio Tardini (11.793 spett.)\| Arbitro: \| Banti (Livorno) \| |
| Arbitro:                                          | Banti (Livorno) |               |         |                                                                       |

| Cagliari 11 dicembre 2011, ore 15:00 CET 15ª giornata | Cagliari        | 0 – 0 referto | Parma | Stadio Sant'Elia (7.100 spett.)\| Arbitro: \| Brighi (Cesena) \| |
| Arbitro:                                              | Brighi (Cesena) |               |       |                                                                  |

| Arbitro: | Gava (Conegliano) |

|                                              |           |                                  |
| Floccari 18’ (rig.) Pellè 86’ Galloppa 90+3’ | Marcatori | 58’, 61’ Di Michele 77’ Cuadrado |

| Arbitro: | Giannoccaro (Lecce) |

|                                                   |           |  |
| Milito 13’, 41’ Motta 18’ Pazzini 56’ Faraoni 79’ | Marcatori |  |

| Arbitro: | Peruzzo (Schio) |

|                                         |           |            |
| Biabiany 24’ Valiani 66’ Giovinco 90+4’ | Marcatori | 79’ Grossi |

| Bologna 22 gennaio 2012, ore 12:30 CET 19ª giornata | Bologna           | 0 – 0 referto | Parma | Stadio Renato Dall'Ara (15.141 spett.)\| Arbitro: \| Bergonzi (Genova) \| |
| Arbitro:                                            | Bergonzi (Genova) |               |       |                                                                           |

#### Girone di ritorno
| Arbitro: | Doveri (Roma) |

|               |           |             |
| Bergessio 33’ | Marcatori | 43’ Modesto |

| Parma 15 febbraio 2012, ore 18:30 CET 21ª giornata | Parma               | 0 – 0 referto | Juventus | Stadio Ennio Tardini (17.200 spett.)\| Arbitro: \| Mazzoleni (Bergamo) \| |
| Arbitro:                                           | Mazzoleni (Bergamo) |               |          |                                                                           |

| Arbitro: | Nasca (Bari) |

|             |           |                                 |
| Théréau 50’ | Marcatori | 46’ Giovinco 69’ (aut.) Luciano |

| Arbitro: | Rizzoli (Bologna) |

|                               |           |                        |
| Okaka 28’ Giovinco 87’ (rig.) | Marcatori | 60’ Nastasić 71’ Cerci |

| Arbitro: | Peruzzo (Schio) |

|            |           |  |
| Borini 26’ | Marcatori |  |

| Arbitro: | Romeo (Verona) |

|                    |           |                       |
| Palacio 78’, 90+6’ | Marcatori | 6’ Gobbi 53’ Floccari |

| Arbitro: | Valeri (Roma 2) |

|              |           |                        |
| Zaccardo 77’ | Marcatori | 40’ Cavani 86’ Lavezzi |

| Arbitro: | Gervasoni (Mantova) |

|               |           |             |
| Manfredini 5’ | Marcatori | 55’ Paletta |

| Arbitro: | Banti (Livorno) |

|  |           |                                       |
|  | Marcatori | 17’ (rig.) Ibrahimović 54’ Emanuelson |

| Arbitro: | Celi (Bari) |

|                          |           |                          |
| Santana 46’ Del Nero 53’ | Marcatori | 40’ Floccari 61’ Paletta |

| Arbitro: | Giannoccaro (Lecce) |

|                             |           |             |
| Mariga 6’ Floccari 12’, 77’ | Marcatori | 36’ Scaloni |

| Arbitro: | Gava (Conegliano) |

|                                  |           |               |
| Asamoah 45’, 90+2’ Di Natale 56’ | Marcatori | 84’ Lucarelli |

| Arbitro: | Tagliavento (Terni) |

|                           |           |  |
| Giovinco 27’ Jonathan 40’ | Marcatori |  |

| Arbitro: | Russo (Nola) |

|              |           |                        |
| Hernández 6’ | Marcatori | 54’ Okaka 70’ Biabiany |

| Arbitro: | Rizzoli (Bologna) |

|                                                   |           |  |
| Giovinco 24’ Floccari 73’ (rig.) Okaka 90’ (rig.) | Marcatori |  |

| Arbitro: | Mazzoleni (Bergamo) |

|             |           |                          |
| Tomović 83’ | Marcatori | 67’ Giovinco 78’ Paletta |

| Arbitro: | Orsato (Schio) |

|                                       |           |              |
| Marqués 53’ Giovinco 55’ Biabiany 82’ | Marcatori | 13’ Sneijder |

| Arbitro: | Baratta (Salerno) |

|  |           |                             |
|  | Marcatori | 67’ Giovinco 90+2’ Floccari |

| Arbitro: | Ciampi (Roma 1) |

|              |           |  |
| Biabiany 37’ | Marcatori |  |

### Coppa Italia
| Arbitro: | Gervasoni (Mantova) |

|                                          |           |                    |
| Giovinco 44’ Pellè 57’ Crespo 73’, 90+1’ | Marcatori | 80’ (aut.) Paletta |

| Arbitro: | Peruzzo (Schio) |

|  |           |                         |
|  | Marcatori | 37’ Ferrari 61’ Juanito |

## Statistiche

### Statistiche di squadra
Statistiche aggiornate al 13 maggio 2012.
| Competizione | Punti | In casa | In casa | In casa | In casa | In casa | In casa | In trasferta | In trasferta | In trasferta | In trasferta | In trasferta | In trasferta | Totale | Totale | Totale | Totale | Totale | Totale | D.R. |
| Competizione | Punti | G       | V       | N       | P       | Gf      | Gs      | G            | V            | N            | P            | Gf           | Gs           | G      | V      | N      | P      | Gf     | Gs     | D.R. |
| ------------ | ----- | ------- | ------- | ------- | ------- | ------- | ------- | ------------ | ------------ | ------------ | ------------ | ------------ | ------------ | ------ | ------ | ------ | ------ | ------ | ------ | ---- |
| Serie A      | 56    | 19      | 10      | 5       | 4       | 34      | 20      | 19           | 5            | 6            | 8            | 20           | 33           | 38     | 15     | 11     | 12     | 54     | 53     | 1    |
| Coppa Italia | -     | 2       | 1       | 0       | 1       | 4       | 3       | 0            | 0            | 0            | 0            | 0            | 0            | 2      | 1      | 0      | 1      | 4      | 3      | 1    |
| Totale       | -     | 21      | 11      | 5       | 5       | 38      | 23      | 19           | 5            | 6            | 8            | 20           | 33           | 40     | 16     | 11     | 13     | 58     | 56     | 2    |

### Andamento in campionato
| Giornata  | 1 | 2  | 3  | 4  | 5  | 6  | 7  | 8  | 9  | 10 | 11 | 12 | 13 | 14 | 15 | 16 | 17 | 18 | 19 | 20 | 21 | 22 | 23 | 24 | 25 | 26 | 27 | 28 | 29 | 30 | 31 | 32 | 33 | 34 | 35 | 36 | 37 | 38 |
| --------- | - | -- | -- | -- | -- | -- | -- | -- | -- | -- | -- | -- | -- | -- | -- | -- | -- | -- | -- | -- | -- | -- | -- | -- | -- | -- | -- | -- | -- | -- | -- | -- | -- | -- | -- | -- | -- | -- |
| Luogo     | C | T  | C  | T  | C  | C  | T  | C  | T  | C  | T  | C  | T  | C  | T  | C  | T  | C  | T  | T  | C  | T  | C  | T  | T  | C  | T  | C  | T  | C  | T  | C  | T  | C  | T  | C  | T  | C  |
| Risultato | N | P  | V  | P  | P  | V  | V  | P  | P  | V  | P  | V  | P  | N  | N  | N  | P  | V  | N  | N  | N  | V  | N  | P  | N  | P  | N  | P  | N  | V  | P  | V  | V  | V  | V  | V  | V  | V  |
| Posizione | 7 | 16 | 12 | 16 | 17 | 15 | 12 | 15 | 16 | 13 | 15 | 11 | 11 | 13 | 12 | 13 | 15 | 13 | 14 | 13 | 15 | 13 | 14 | 16 | 14 | 16 | 16 | 17 | 17 | 15 | 16 | 15 | 13 | 10 | 10 | 9  | 8  | 8  |

Legenda:

Luogo: C = Casa; T = Trasferta. Risultato: V = Vittoria; N = Pareggio; P = Sconfitta.